# Шарк-эль-Овайнат (аэропорт)
Аэропорт Шарк-эль-Овайнат (араб. مطار شرق العوينات‎) — аэропорт в Египте, расположенный в мухафазе Вади-эль-Гедид.
Открытие аэропорта состоялось в 2003 году. Через аэропорт транспортируются пшеница, картофель и прочие культуры, выращиваемые на созданных в Западной пустыне полях, орошаемых подземной водой из Нубийского водоносного слоя.